# Frygisch alfabet
Het Frygische alfabet is het schriftsysteem dat gebruikt werd in Oudfrygische inscripties. Vanaf de 1ste eeuw v.Chr. werd het verdrongen door het Griekse alfabet om het Frygisch te noteren. Net zoals het Griekse alfabet ontwikkelde het Frygische alfabet zich uit het Fenicische schrift en het gelijkt op het westerse type van het Griekse alfabet, door Adolf Kirchhoff bestempeld als het "rode" type.